# 07 Vestur
El 07 Vestur es un club de fútbol de Sørvágur, Islas Feroe. Fue fundado en 2007 y juega en la Effodeildin, la mayor categoría del fútbol feroés.

## Historia
El club fue fundado el 18 de diciembre de 1993 como FS Vágar. Fue una fusión de los equipos de la isla de Vágar MB Miðvágur y SÍF Sandavágur para aumentar el nivel futbolístico de esta parte de las Islas Feroe. SÍ Sørvágur, también ubicado en Vágar, se unió al club en 1998. Pronto, el club recién fundado ascendió a la liga superior nacional que, en ese momento en 1995, se llamaba 1. deild. Desafortunadamente, el equipo no pudo asegurar permanentemente un lugar de primer nivel a lo largo de los años. En 2003, FS Vágar descendió definitivamente. Poco después, la alianza entre los tres clubes fundadores comenzó a desmoronarse y el FS Vágar finalmente se disolvió en el otoño de 2004.
A pesar de la controversia, muchas personas querían mantener vivo el club o, si esto no era posible, fundar otro club. Así, el 8 de noviembre de 2004 se refundó el club como FS Vágar 2004 (FSV04). En el otoño de 2007, comenzaron las conversaciones sobre una fusión entre FSV04 y SÍ Sørvágur, uno de los miembros de la primera encarnación del club, y concluyeron con éxito el 6 de noviembre de 2007. El club pasó a llamarse 07 Vestur, poco después. El nuevo nombre hace referencia tanto al año de fundación del nuevo club como a la ubicación de la isla de Vágar, que se encuentra aproximadamente a 7° O.
El club mantiene actualmente dos equipos masculinos y también un equipo femenino. En 2009, el primer equipo masculino jugó en la Primera División de Islas Feroe , pero descendieron y jugaron en la 1. deild en 2010. Ganaron  la 1. deild y ascendieron a la primera división en 2011, jugaban en la primera división de las Islas Feroe, pero nuevamente permanecieron allí solo una temporada, terminaron en el noveno lugar con 24 puntos y descendieron a la 1. deild. El primer equipo ganó el ascenso a Effodeildin en 2012 después de ganar la 1. deild con 68 puntos.[3] En 2013, el equipo volvió a descender a la 1. deild y jugó allí hasta que ascendieron nuevamente después de la temporada 2016.

## Palmarés
1. deild
- Campeón (3): 2008, 2010, 2012

## Entrenadores
| - Tommy Christiansen (1990) - Finn Røntved (1995) - Albert Ellefsen y Páll Fróði Joensen (1995) - Albert Ellefsen (1996) - Piotr Krakowski (1997) - Kęstutis Latoža (2000–01) - Albert Ellefsen (2001) - Suni á Dalbø (2002) - Albert Ellefsen (2002–03) - Jógvan Nordbúð (2004) | - Bill McLeod Jacobsen (2005–06) - Hegga Samuelsen (2006) - Bobby Bolton (2006) - Jan Dam (2007) - Piotr Krakowski (1 de enero de 2008 - 31 de diciembre de 2009) - Hegga Samuelsen (1 de octubre de 2010 - 27 de mayo de 2011) - Jóhan Nielsen (1 de junio - 31 de diciembre de 2011) - Piotr Krakowski (1 de enero de 2012 - 2013) - Hegga Samuelsen (2014 - 2016) - Trygvi Mortensen (2017 -) |